# Darmkonkrement
Ein Darmkonkrement (Splanchnolith) ist eine steinartige Verhärtung (Konkrement) innerhalb des Darmlumens. Zu den Darmkonkrementen zählen:
- Kotstein (Koprolith, Fekalom, Faecalith): Koteindickungen im Dickdarm
- Darmstein (Enterolith): kleinere Bildungen aus einem organischen Kern und darum angelagerte anorganische Salze
- Gallenstein: aus Cholesterin
- Bilirubinkalkstein: auf der Basis von Bilirubin
- Karbonatstein: Körnchen aus Calciumcarbonat („Darmgries“)